# Elecció papal de 1261

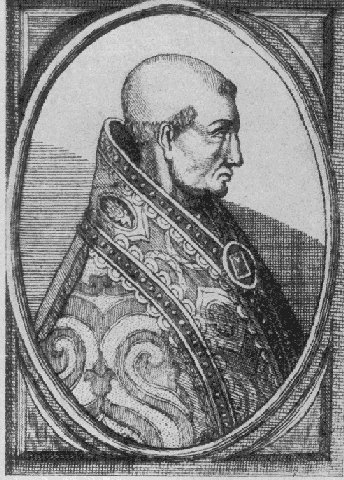
Imatge del papa Urbà IV.

L'elecció papal de 1261 es va celebrar després de la mort del Papa Alexandre IV el 25 de maig, concretament del 26 de maig al 29 d'agost, i va acabar amb l'elecció del Papa Urbà IV com el seu successor. Com que el Papa Alexandre havia residit a Viterbo des de la primera setmana del maig de 1261, la trobada dels cardenals per elegir el seu successor es va celebrar al Palau Episcopal de Viterbo, que estava al costat de la catedral de San Lorenzo. La data real de l'inici de la reunió electiva es desconeix. Si el cànon del Papa Bonifaci III encara hagués estat en vigor, i no hi ha raó coneguda perquè no fos així, l'elecció no podia començar fins tres dies després de l'enterrament del papa.
Alexandre IV havia continuat aplicant de manera imprudent la política d'hostilitat vers la dinastia Hohenstaufen que havia començat el Papa Gregori IX. El 1261 el demandant va ser Conradí de Sicília, rei de Sicília des del 1254, però que havia estat suplantat pel seu oncle i guardià, Manfred I de Sicília. Això no era de l'agrat del Papa Alexandre, que va reclamar el senyoriu del sud d'Itàlia i Sicília i la tutela del jove Conradí. Immediatament després de la seva annexió Alexandre va excomunicar Manfred. Manfred es va fer coronar rei de Sicília a Palerm el 10 d'agost de 1258.

## Electors
El papa Alexandre IV (1254-1261), sensible als càrrecs de nepotisme que s'havien fet al seu predecessor, Innocenci IV, no va nomenar més cardenals. Dos cardenals, a més el papa Alexandre, havien mort des de l'última elecció de 1254 (Gil Torres i Guilelmo Fieschi); els altres electors eren els mateixos.
| Elector                     | Origen                     | Orde             | Títol                                 | Elevat        | Elevador          | Notes |
| --------------------------- | -------------------------- | ---------------- | ------------------------------------- | ------------- | ----------------- | --- |
| Odo of Chateauroux, O.Cist. | Diòcesi de Bourges, France | Cardenal-bisbe   | Bisbe de Tusculum (Frascati)          | 28 maig 1244  | Papa Innocenci IV | El 8 de juliol de 1255 va ser nomenat per jutjar Joachim de Fiore.                                                                  |
| Joan de Toledo              | Anglaterra                 | Cardenal-prevere | Bisbe de Porto                        | 28 maig 1244  | Papa Innocenci IV | Donava suport a Enric III d'Anglaterra; va servir 60 anys la cúria romana                                                           |
| Istvan Bancsa               | Hongria                    | Cardenal-bisbe   | Bisbe de Palestrina                   | Desembre 1251 | Papa Innocenci IV | Arquebisbe de Strigonia (Esztergom) (1243-1254)                                                                                     |
| Hugh of Saint-Cher, OP      | Viena, Dauphiné            | Cardenal-prevere | Títol de Santa Sabina on the Aventine | 28 maig 1244  | Papa Innocenci IV | Legat a Alemanya, 1253 |
| Riccardo Annibaldi          | Roma                       | Cardenal-diaca   | Diaca de S. Angelo in Pescheria       | 1237          | Papa Gregori IX   | Arxipreste de la Basílica Vaticana.                                                                                                 |
| Ottaviano degli Ubaldini    | Florència                  | Cardenal-diaca   | Diaca de Santa Maria in Via Lata      | 28 maig 1244  | Papa Innocenci IV | Legat al regne de Sicília, des del gener de 1255.                                                                                   |
| Giovanni Gaetano Orsini     | Roma                       | Cardenal-diaca   | Diaca de S. Niccolo in Carcere        | 28 maig 1244  | Papa Innocenci IV | Alexandre IV li assignà el títol de S. Crisogono i S. Maria in Trastevere el 22 de juny de 1259. Futur Papa Nicolau III (1277-1280) |
| Ottobono Fieschi            | Gènova                     | Cardenal-diaca   | Diaca de l'rxiprestat de S. Adriano   | Desembre 1251 | Papa Innocenci IV | Arxipreste de S. Maria Maggiore. Arxidiaca de Reims.                                                                                |